# Лисиця Килина Іванівна
Килина Іванівна Лисиця (1904, село Блистова, тепер Корюківського району Чернігівської області — 19 червня 1971, місто Чернігів) — радянська партійна діячка, секретар Чернігівського обласного комітету КП(б)У.

## Біографія
Трудову діяльність розпочала в 1928 році вчителем сільської школи.
У 1931 році закінчила Харківський інститут політичної освіти.
У 1931—1941 роках — аспірант, асистент та виконувач обов'язки доцента Всеукраїнського інституту комуністичної освіти в Харкові; викладач суспільних дисциплін Харківського бібліотечного інституту; заступник завідувача відділу харківської обласної газети.
Член ВКП(б) з 1938 року.
У 1941—1942 роках — заступник завідувача відділу пропаганди і агітації Червонозаводського районного комітету КП(б)У міста Харкова; лектор Харківського обласного комітету КП(б)У.
У 1943—1944 роках — завідувач відділу пропаганди і агітації Дзержинського районного комітету КП(б)У міста Харкова.
У 1944 — грудні 1945 року — інструктор ЦК КП(б)У. У грудні 1945—1948 роках — інструктор відділу по західних, Закарпатській і Ізмаїльській областях УРСР ЦК КП(б)У. З 1947 по березень 1948 року — інструктор Управління із перевірки партійних органів ЦК КП(б)У.
У березні 1948 — вересні 1952 року — секретар Чернігівського обласного комітету КП(б)У з питань пропаганди і агітації.
У вересні 1952—1955 роках — завідувач відділу пропаганди і агітації Чернігівського обласного комітету КПУ.
У 1955—1958 роках — начальник управління культури виконавчого комітету Чернігівської обласної ради депутатів трудящих.
З 1958 року — персональний пенсіонер у місті Чернігові.
Померла 19 червня 1971 року після важкої тривалої хворби в Чернігові.

## Нагороди
- медаль «За доблесну працю у Великій Вітчизняній війні 1941—1945 рр.»
- медаль «За доблесну працю. В ознаменування 100-річчя з дня народження Володимира Ілліча Леніна» (1970)